# Asystasia lorata
Asystasia lorata är en akantusväxtart som beskrevs av Ensermu Kelbessa. Asystasia lorata ingår i släktet Asystasia och familjen akantusväxter. Inga underarter finns listade i Catalogue of Life.